# Marisa Merlini
Marisa Merlini (Rome, 6 augustus 1923 - aldaar, 27 juli 2008) was een Italiaans actrice. 
Haar eerste rol was in de film  Stasera niente di nuovo in 1942, hierna speelde ze in nog vele films. Haar laatste rol was in 2005 in de film La seconda notte di nozze. Ze won ook de Zilveren Band voor beste vrouwelijke bijrol, een prijs uitgereikt door filmjournalisten. 
Ze overleed 27 juli op 84-jarige leeftijd in haar geboorteplaats Rome. 

## Filmografie
- 1942 Stasera niente di nuovo
- 1946 Roma città libera
- 1949 L'Imperatore di Capri
- 1950 Amori e veleni
- 1951 Signori in carrozza
- 1951 Il capitano Nero
- 1951 Stasera sciopero
- 1952 Ergastolo
- 1952 Il tallone d'Achille
- 1952 Gli angeli del quartiere
- 1952 Io, Amleto
- 1952 L'eroe sono io
- 1953 Gli eroi della domenica
- 1953 Pane, amore e fantasia
- 1953 Viva il cinema!
- 1953 Finalmente libero
- 1954 Pane, amore e gelosia
- 1954 Sua Altezza ha detto : no!
- 1954 Le signorine dello 04
- 1955 Porta un bacione a Firenze
- 1955 La canzone del cuore
- 1955 Il bigamo
- 1956 Tempo di villeggiatura
- 1957 Padri e figli
- 1958 Io mammeta e tu
- 1959 Roulotte e roulotte
- 1960 Il vigile
- 1960 Il carro armato dell'8 settembre
- 1960 I piaceri dello scapolo
- 1960 Ferragosto in bikini
- 1961 - Il giudizio universale
- 1962 Nerone '71
- 1962 Colpo gobbo all'italiana
- 1963 - I mostri
- 1964 Ragazza in prestito
- 1965 La fabbrica dei soldi
- 1966 Io, io, io e gli altri
- 1968 Donne, botte e bersaglieri
- 1968 - Il grande silenzio
- 1969 Lisa dagli occhi blu
- 1970 - Dramma della gelosia – Tutti i particolari in cronaca
- 1970 Ninì Tirabusciò la donna che inventò la mossa
- 1976 Oh, Serafina!
- 1978 La mazzetta'
- 1980 La moglie in vacanza... l'amante in città
- 1981 L'onorevole con l'amante sotto il letto
- 1981 Pierino contro tutti
- 1981 Storia d'amore e d'amicizia
- 1981 Cornetti alla crema
- 1982 Gian Burrasca
- 1992 Mutande pazze
- 1997 Mi fai un favore
- 1999 Teste di cocco
- 2002 Le ali della vita
- 2003 Le ali della vita 2
- 2005 La seconda notte di nozze